# Giuseppe Berto
Giuseppe Berto (27 de desembre de 1914 - 1 de novembre de 1978) fou un escriptor italià. És conegut per les seves novel·les, entre les quals Il cielo è rosso i Il male oscuro. També va escriure per al cinema. Joan Oliver i Sallarès va traduir el seu Anònim venecià.